# Anthaxia hauzeri
Anthaxia hauzeri es una especie de escarabajo del género Anthaxia, familia Buprestidae. Fue descrita científicamente por Kerremans en 1900.